# Bacuri

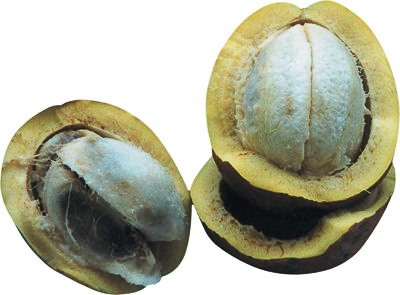
Bacuri

Bacuri é uma das frutas mais populares da Região Norte do Brasil e dos estados vizinhos à Região Amazônica, sendo muito encontrado no Bioma do Cerrado e em algumas áreas da Mata dos cocais do Maranhão, Piauí e no Pará, mais específico na região de Salinas. (Inclusive é um dos símbolos da cidade de Teresina).

## Descrição
O bacurizeiro foi primeiramente nominado pelo botânico e naturalista brasileira Manuel Arruda da Câmara que o descreveu como Moronobea esculenta. Em 1832, o botânico alemão Karl Friedrich Phillip Von Martius, reconhecendo a impropriedade da inclusão do bacurizeiro no táxon genérico Moronobea, criou o gênero Platonia e o nomeou de Platonia insignis Mart. Essa mudança foi fundamentada basicamente nas características dos estames, pois nas espécies de Moronobea são espiralados e em Platonia são eretos.
Popularmente, a Platonia insignis Mart. possui várias denominações, sendo a grande diversidade atribuída ao fato de que os missionários e viajantes estrangeiros eram de diferentes nacionalidades e ao grafarem o nome da espécie o faziam considerando apenas sua percepção auditiva. Assim, davam a versão fonêmica do que captavam auditivamente, sem atentar para o significado etimológico da palavra.  
Na atualidade, o bacurizeiro é uma espécie em risco, pois a paisagem de bacurizais vem sendo substituída de maneira acelerada por plantações de eucalipto, monocultura de cana-de-açúcar e soja. Se medidas preservativas não forem tomadas de forma rápida, essa árvore poderá ser extinta.
O bacurizeiro quando pertencente a vegetação primária apresenta porte médio a grande, com estatura entre 15 e 25 metros, podendo atingir, em alguns casos, altura superior a 30 metros. Nessa ocasião ocupa a parte superior da floresta e o diâmetro na altura do peito varia entre 70 e 120 centímetros e a copa possui diâmetro entre 10 e 20 centímetro.
O bacuri é o fruto do bacurizeiro, uma árvore frutífera pertencente à família Clusiaceae. Os frutos dessa família são amplamente apreciados nas regiões norte e nordeste por apresentarem aromas e sabores bastante agradáveis. Além disso, trata-se de uma espécie perenifólia, heliófita e higrófita. A fruta mede cerca de 10 cm e apresenta uma casca dura e resinosa, com polpa branca, de aroma agradável e sabor intenso.
O bacurizeiro possui duas espécies conhecidas:
- Scheelea phalerata, Arecaceae, também chamado acuri, aricuri ou ouricuru.
- Platonia insignis, Clusiaceae, também chamado landirana. Este fruto é utilizado na fabricação de doces, sorvetes, polpa e seu látex tem uso medicinal. É um fruto imaturo de cor verde, do tipo baga, globoso.
- Rico em vitaminas B1 e B3

O bacuri apresenta alto aproveitamento e empregabilidades variadas, pois polpa, casca, sementes e bagaço podem ser utilizados e mostram importantes fatores nutricionais. A polpa, constituindo 15% do peso do fruto, pode ser incorporada, por exemplo, a doces, sucos, sorvetes e licores. Em seus componentes nutricionais, possuem os seguintes antioxidantes: vitaminas C e E (ácido ascórbico e tocoferóis, respectivamente), flavonoides, antocianinas e polifenois. Os sacarídeos (glicose, frutose e sacarose) e minerais (Na, K, Ca, Mg, P, Fe, Zn e Cu) são variados.
A composição nutricional da polpa do fruto é apresentada na tabela a seguir:
| Composição | Conteúdo | Composição            | Conteúdo |
| --- | -------- | --------------------- | -------- |
| Calorias (cal)                                                                                                 | 105,0    | Vitamina B1 e B2 (mg) | 0,04     |
| Proteínas (g)                                                                                                  | 1,90     | Ácido ascórbico (mg)  | 33,00    |
| Lipídeos (g)                                                                                                   | 2,00     | Niacina (mg)          | 0,50     |
| Fibra (g) | 7,40     | Lisina (mg)           | 316,00   |
| Cálcio (mg) | 20,00    | Metionina (mg)        | 178,00   |
| Fósforo (mg)                                                                                                   | 36,00    | Treonina (mg)         | 219,00   |
| Ferro (mg) | 2,20     | Triptofano (mg)       | 57,00    |
| Tabela 1 - Composição nutricional do bacuri tomando por base uma porção de 100g de polpa. Fonte: Morton (1987) |          |                       |          |

Quanto à casca, bagaço e sementes, possuem macronutrientes (carboidratos, proteínas e lipídeos) e reduzido valor energético – aproximadamente 74kcal/100g- características que podem tornar os resíduos do bacuri um interessante produto para a indústria alimentícia. Além disso, compostos antioxidantes e cicatrizantes/anti-inflamatórios, no caso das sementes.
A casca, respondendo por 71% do fruto, em razão do seu sabor amargo, dificilmente pode ser usada para doces ou compotas. Porém, é uma boa opção para a formação de géis, por possuir elevado teor de pectina em sua constituição, resultando também em altos níveis de fibras dietéticas solúveis, que auxiliam na redução de colesterol, lipoproteínas, sais biliares e glicose.
A semente pode ter sua gordura extraída, sendo composta majoritariamente pelo ácido palmítico (saturado), representando 63%, seguido do ácido oleico(monoinsaturado), integrando aproximadamente 26% da composição lipídica. Devido a esta natureza com alto teor de lipídeos saturados, é possível emprega-los na produção de sabões, cosméticos, detergentes e biocombustíveis.

## Óleo e manteiga de bacuri
As aplicações fitoterápicas desse óleo são popularmente difundidas no Marajó como um remédio eficaz contra picadas de aranhas, de cobras, e no tratamento de problemas de pele e contra dor de ouvido, além de ser considerado um remédio miraculoso contra reumatismos e artrites.
A manteiga de bacuri dá um tom dourado à pele em poucos minutos após sua aplicação; sendo absorvida, a pele adquire um toque aveludado, além de tirar manchas e diminuir cicatrizes.

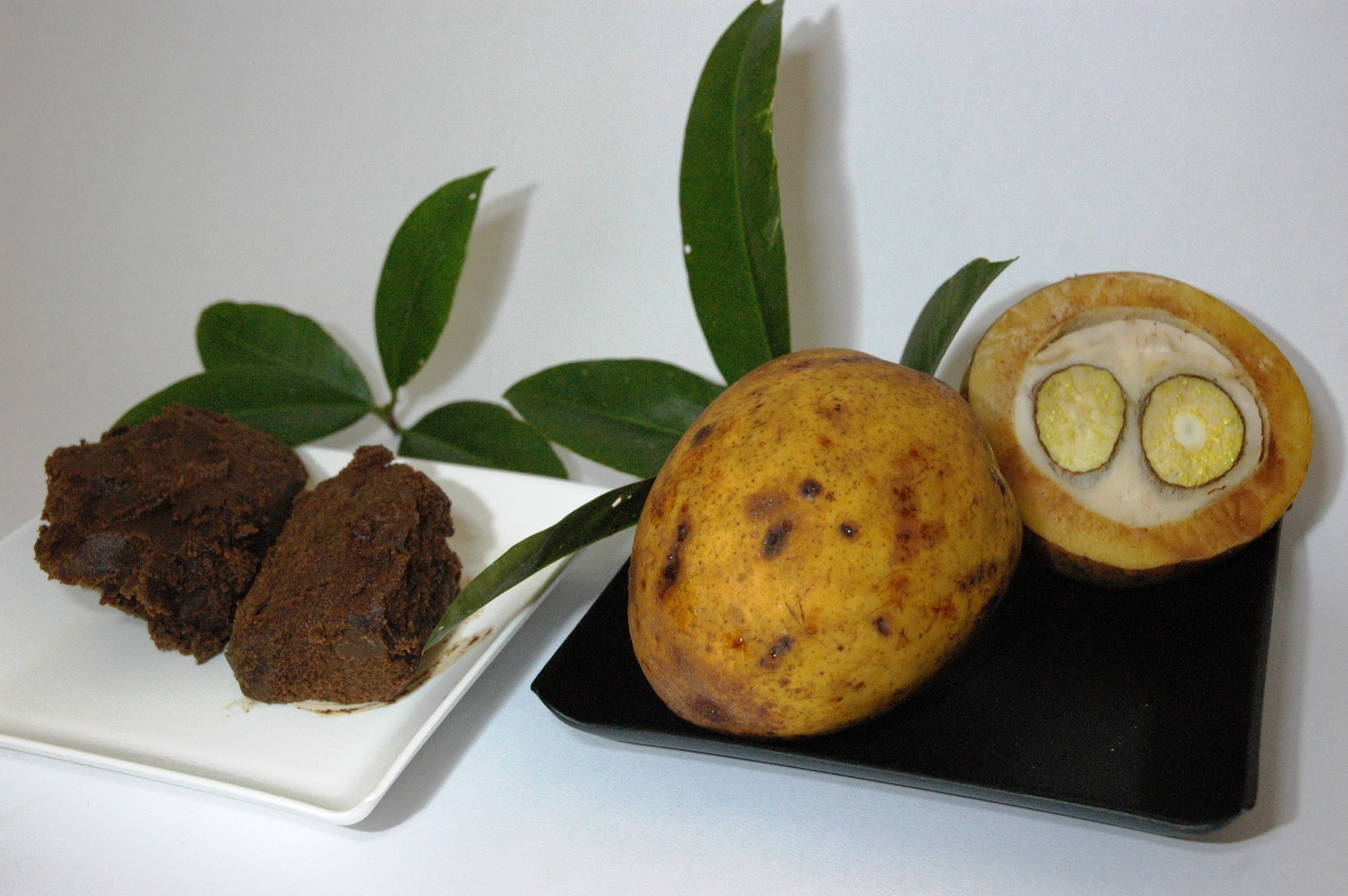
Manteiga de Bacuri

| Dados físico-químicos do óleo de bacuri | [ 8 ]    |
| --------------------------------------- | -------- |
| Densidade e40ºC)                        |          |
| Índice de refração (40ºC)               | 1,4570   |
| Índice de saponificação                 | 205,1000 |
| Índice de iodo                          | 47,0000  |

| Composição ácido graxos do óleo de bacuri | Porcentagem |
| ----------------------------------------- | ----------- |
| Ácido palmitico                           | 44,2%       |
| Palmitoleico                              | 13,2%       |
| Esteárico                                 | 2,3%        |
| Oléico                                    | 37,8%       |
| Linoléico                                 | 2,5%        |

1. 1 2 3  1 Carvalho 2 Homma 3 Nascimento, 1 José Edmar Urano de 2 Alfredo Kingo Oyama 3 Walnice Maria Oliveira do (2022). Espécies Nativas da Flora Brasileira de Valor Econômico Atual ou Potencial (PDF). Brasília: [s.n.] p. 424-449. 1452 páginas. ISBN 978-65-88265-16-1
2. ↑  «Bacuri universal». Ciência Hoje. Consultado em 8 de maio de 2025. Cópia arquivada em 23 de março de 2025
3. ↑  «Bacuri: fruta amazônica em ascensão. - Portal Embrapa». www.embrapa.br. Consultado em 8 de maio de 2025. Cópia arquivada em 4 de maio de 2025
4. ↑  MIRANDA, J.L.G. et al. Desenvolvimento da pesquisa científica, tecnologia e inovação na agronomia. Ponta Grossa: Atena Editora, 2022. Disponível em:<https://www.atenaeditora.com.br/catalogo/post/extrativismo-e-comercializacao-do-bacuri-nos-estados-do-maranhao-e-piaui>

Acesso em: 28 junho 2023
5. ↑  Sousa, Mariana Séfora Bezerra; Vieira, Luanne Morais; Silva, Manoel de Jesus Marques da; Lima, Alessandro de (junho de 2011). «Caracterização nutricional e compostos antioxidantes em resíduos de polpas de frutas tropicais». Ciência e Agrotecnologia: 554–559. ISSN 1413-7054. doi:10.1590/S1413-70542011000300017. Consultado em 8 de maio de 2025
6. ↑  Serra, Josilene Lima; Rodrigues, Antônio Manoel da Cruz; de Freitas, Rilton Alves; Meirelles, Antonio José de Almeida; Darnet, Silvain Henri; Silva, Luiza Helena Meller da (1 de fevereiro de 2019). «Alternative sources of oils and fats from Amazonian plants: Fatty acids, methyl tocols, total carotenoids and chemical composition». Food Research International: 12–19. ISSN 0963-9969. doi:10.1016/j.foodres.2018.12.028. Consultado em 8 de maio de 2025
7. 1 2  «Amazon Oil industry». www.amazonoil.com.br. Consultado em 8 de maio de 2025. Cópia arquivada em 23 de agosto de 2017
8. ↑  MORAIS, Luiz Roberto Barbosa. Produção de óleo de duas espécies amazônicas por prensagem: bacuri platonia insignis (mart.) e pracachy pentaclethra macroloba (willd). –Belém: Universidade Federal do Pará, 2005.
9. ↑  Vanessa Fernandes de Araújo, Andrea Camila Petry, Rosângela Martinez Echeverria, Eric Costa Fernandes e  Floriano Pastore Jr. Plantas da Amazônia para Produção Cosmética. Brasília, junho, 2007.